# Ramaz Karsziladze
Ramaz Karsziladze (gruz. რამაზ ხარშილაძე, ur. 16 stycznia 1951 we wsi Nacargora, zm. 11 września 2017 w Chaszuri) – gruziński judoka. Srebrny medalista olimpijski z Montrealu.
Zawody w 1976 były jego jedynymi igrzyskami olimpijskimi. Zdobył srebro w wadze do 93 kilogramów. Był brązowym medalistą mistrzostw świata w 1975 oraz mistrzostw Europy w 1980. Czterokrotnie był mistrzem Związku Radzieckiego seniorów. 